# Lappföldi háború
A lappföldi háború (finnül: Lapin sota) 1944. október 1. – 1945. április 25. között zajlott a Lappföld Finnországhoz tartozó részén. A háború a Finnország és Szovjetunió közötti fegyverszünet aláírása után tört ki. A Finnországban állomásozó német csapatok az ország északi részén vetették meg a lábukat, mivel ezen a területen kapcsolatot tudtak tartani az általuk megszállt Norvégiával. A német csapatok végül 1945. április 25-re kénytelenek voltak visszavonulni Norvégiába, ezzel Finnország második világháborús szereplése véget is ért.

## Előzmények
Finnország 1941 júniusa óta vett részt a második világháborúban, Németország szövetségében, a Szovjetunió ellen harcolva. A németek katonákat küldtek a finnek megsegítésére, akik az ún. folytatólagos háborúban visszaszerezték a szovjetek által az 1940-es téli háborúban elvett területeket.
A sztálingrádi csata után azonban a hadiszerencse végleg megfordult a szovjetek javára, így Németország addigi szövetségesei már egyre kevésbé álltak lelkesedéssel szövetségesük mellett. A német hadvezetés már 1943 nyarán készített egy tervet arra az esetre, ha Finnország különbékét kötne a Szovjetunióval. A németek eltervezték, hogy ebben az esetben azonnal visszavonnák seregeiket az ország északi területére, hogy birtokukba tudják venni a számukra fontos Petsamo környéki nikkelbányákat.
1943–1944 telén hadifoglyokkal megjavíttatták az úthálózatot Észak-Norvégia és Észak-Finnország között, majd kiépítették védelmi vonalaikat, tehát 1944 szeptemberére, amikor Finnország aláírta a moszkvai fegyverszünetet, már készen álltak az ellenállásra.

## A háború
Amikor értesültek a fegyverszünetről, a német csapatok azonnal visszavonulásba kezdtek észak felé. Ezalatt azonban a haditengerészet támadásba lépett és a Tanne Ost hadművelet keretében megkísérelte elfoglalni a Finn-öbölben található Gogland szigetet. A támadás hírére a szovjetek azonnal követelni kezdték a finnektől a német csapatok kiűzését az ország területéről, így a finnek arra kényszerültek, hogy hadjáratot kezdjenek a korábbi szövetségeseik ellen. Időközben a német támadás Gogland ellen teljes kudarcba fulladt.
Az első néhány hétben a németek visszavonulása észak felé teljes békességben zajlott, ugyanis kölcsönös megegyezés alapján – amelyet a szovjetek előtt természetesen titokban tartottak – a németek egy előre megegyezett „menetrend” szerint haladtak, míg a finnek a szovjetek félrevezetésére üres lövészárkokat és bunkereket támadtak. Két hét után azonban a szovjetek rájöttek erre és azonnal követelték a finn hadvezetéstől egy nagy erejű támadás megindítását. A finnek tehát egy kockázatos invázióba kezdtek a svéd határ mellett található Tornio irányába október 1-jén. A németek hét napi ellenállás után kénytelennek voltak visszavonulni, nagy veszteségeket szenvedve.
A torniói csata elején a finnek foglyul ejtettek több mint száz német katonát. Az ő kiszabadításuk érdekében Lothar Rendulic horvát származású német vezérezredes (Generaloberst) finn civilek túszul ejtését rendelte el. A németek 132 személyt ejtettek túszul Kemi városából és 130-at Rovaniemiből. Rendulic megüzente a finn parancsnokságnak, hogy ha a német hadifoglyokat nem bocsátják szabadon, akkor a túszokat agyonlöveti. Hjalmar Siilasvuo altábornagy visszautasította a követelést, és visszaüzent, hogy ha németek agyonlövik a finn túszokat, akkor a finnek agyonlövik az összes német hadifoglyot, és azokat a német sebesülteket is, akiket a torniói kórházban kezeltek. Ennek a fenyegetésnek köszönhetően a németek október 11-én elengedték az összes polgári túszt, azonban Rendulic nem sokkal ez után áttért a felperzselt föld taktikájára, teljesen lerombolva a lappföldi falvak többségét, teljesen tönkretéve Lappföld infrastruktúráját. A lakosság nagy része kénytelen volt Svédországba vagy a déli területekre menekülni.
A németek április végére érték el Norvégiát, és ezzel a lappföldi háború lezárult. Nemcsak a falvakat rombolták porig, de Rovaniemi városát is, amiért mintegy 100 000 lakos kényszerült elhagyni otthonát. A háború után Lothar Rendulic tábornokot Nürnbergben bíróság elé állították (az 1947. július 15. – 1948. február 19. közötti ún. 7., Túszperben). Háborús bűneiért 20 év börtönre ítélték, amiből hat évet le is ült.

## Fordítás
Ez a szócikk részben vagy egészben  a   Lapland War című angol Wikipédia-szócikk ezen változatának fordításán alapul.  Az eredeti cikk szerkesztőit annak laptörténete sorolja fel. Ez a jelzés csupán a megfogalmazás eredetét és a szerzői jogokat jelzi, nem szolgál a cikkben szereplő információk forrásmegjelöléseként.